# إريك بينو
اريك بينو (بالإسبانية: Eric Pino) (15 أبريل 1986 في تشيلي - ) هو مدرب كرة قدم ولاعب كرة قدم تشيلي في مركز الوسط. لعب مع نادي أونيفرسيداد دي تشيلي وديبورتيس أنتوفاغاستا ونادي كوبريلوا ورينجرز دي تالكا ونادي بوا إيسبورت.

## وصلات خارجية
- إريك بينو على موقع قاعدة بيانات كرة القدم.إي يو (الإنجليزية)
- إريك بينو على موقع Soccerway.com (الإنجليزية)
- إريك بينو على موقع AS.com (الإسبانية)